# オドリコソウ属
オドリコソウ属（オドリコソウぞく、学名：Lamium、和名漢字表記：踊子草属）は、シソ科の属の1つ。

## 特徴
一年草、越年草または多年草。葉は対生し、葉の縁に鋸歯があるか、葉身は掌状に浅裂または中裂し、ときにやや深裂する。花は、茎の上部の葉腋に多数の花を集めて輪散花序をつける。萼は筒状または倒円錐状鐘形で5脈あり、裂片はほぼ等しく5裂する。萼に中間脈があり10脈となる種もある。花冠は唇形となり、花冠筒部は長く基部でやや背面に傾斜またはやや上面に曲がり、筒部の前面がふくらんで斜上する。上唇は先端が前面方向に曲がって、いちじるしくかぶと状になり、下唇は3裂して開出し、中央裂片は大きく、基部は細く先端は2裂し、側裂片は短く、三角形の突起状となるか縁に1-2個の鋸歯がある。雄蕊は4個あって、2個ずつ対をなし、下側の対が長く、花冠上唇の内側に沿って斜上する。雌蕊は1個で、柱頭は2裂し、裂片は同長または不等長となる。果実は3稜形の分果で、平滑となるかまたは細かい突起がある。

## 分布
約24種が、ユーラシアとアフリカの温帯にある。日本には自生種のオドリコソウと史前帰化植物と考えられているホトケノザがある。また、数種のヨーロッパ原産の種が帰化し、あるいは観賞用として栽培されている種が逸出している。

## 分類
最近の分子系統解析の結果、従来、本属に含められていたヤマジオウ、ヒメキセワタおよびマネキグサは、別属とされ、それぞれヤマジオウ属 (Ajugoides Makino) 、ヒメキセワタ属 (Matsumurella Makino) およびマネキグサ属 (Loxocalyx Hemsl.)  とされた。

## 種

### 日本に分布する種
- オドリコソウ Lamium album L. var. barbatum (Siebold et Zucc.) Franch. et Sav.[8] - 多年草。茎の高さは30-50cm[3]。花は上部の葉腋に輪散花序をつくり、花冠は長さ2.5-3.5cm、汚白色から淡紅紫色。花期は3-6月。道ばたの半陰地ややや湿った落葉広葉樹林の林床に生育する。南千島、北海道、本州、四国、九州、朝鮮半島、中国大陸、ウスリーに分布する[1]。
  - キタダケオドリコソウ Lamium album L. var. kitadakense N.Yonez.[9] - 花冠は長さ3-4cmと大きく、淡い黄色。花期は7-8月。山梨県北岳の亜高山帯の沢筋の草地や林縁に生育する[1]。
- ホトケノザ Lamium amplexicaule L.[10] - 越年草。茎の高さは10-30cm。花は長さ14-20mm、細長い花冠筒部があり、紅紫色。花期は3-6月。畑や道ばたにふつうに生育する。北海道、本州、四国、九州、琉球諸島、東アジア、ヒマラヤ、ヨーロッパ、北アフリカに分布し、北アメリカに帰化する[1]。

### 日本に帰化する種など
- ヒメオドリコソウ Lamium purpureum L.[11] - 越年草。茎の高さ10-20cm。上部の葉は赤紫色を帯びることが多い。花は長さ約1cm、花冠は淡紅色。花期は4-5月。道ばたにふつうに生育する。ヨーロッパ、小アジア原産で、東アジアや北アメリカに帰化している。日本にも19世紀に帰化が確認されており、北海道から琉球諸島に見られる[1][12]。タイプ種[2]。
- モミジバヒメオドリコソウ（別名、キレハヒメオドリコソウ） Lamium dissectum With.[13] - ヒメオドリコソウに似るが、葉が中裂からやや深裂して、鋸歯が大きくとがる。ヨーロッパ原産で、1980年代以降に日本に帰化している[1]。
- キバナオドリコソウ（別名、ツルオドリコソウ） Lamium galeobdolon (L.) L.[14] - ヨーロッパ原産で観賞用に栽培され、逸出している[1]。
- フイリオドリコソウ Lamium maculatum (L.) L. - ヨーロッパ原産で観賞用に栽培され、逸出している[1]。

### その他の種
学名は、The Plant Listによる。
- Lamium album L. - タイリクオドリコソウ。オドリコソウの基本種。
- Lamium bifidum Cirillo
- Lamium caucasicum Grossh.
- Lamium confertum Fr.
- Lamium coutinhoiJ.G.García
- Lamium eriocephalum Benth.
- Lamium flexuosum Ten.
- Lamium galactophyllum Boiss. & Reut.
- Lamium garganicum L.
- Lamium gevorense (Gómez Hern.) Gómez Hern. & A.Pujadas
- Lamium glaberrimum (K.Koch) Taliev
- Lamium macrodon Boiss. & A.Huet
- Lamium moschatum Mill.
- Lamium multifidum L.
- Lamium orientale (Fisch. & C.A.Mey.) E.H.L.Krause
- Lamium orvala L.
- Lamium taiwanense S.S.Ying
- Lamium tomentosum Willd.
- Lamium tschorochense A.P.Khokhr.
- Lamium vreemanii A.P.Khokhr.

## 名前の由来
和名オドリコソウ属の「オドリコソウ」は、本属の日本における代表的な種である。
属名 Lamium は、古ラテン語で イラクサに似た植物名。また、一説にギリシャ語で laimos（のど）からなる語で、花冠の筒部が長くてのど状に見えることによる。